# Maja Lehrer
Maja Lehrer (* 17. Juni 1990 in Singen (Hohentwiel)) ist eine deutsche Schauspielerin.

## Leben
Lehrer spielte in Konstanz und Singen an Jugend- und Stadttheatern und wurde 2008 mit dem Kulturförderpreis Hegau in der Kategorie Schauspiel ausgezeichnet. Bekannt wurde Lehrer durch die Jugendserie dasbloghaus.tv, die von 2010 bis 2011 auf KiKA gesendet wurde. Von 2011 bis 2016 studierte sie Schauspiel an der Filmuniversität Babelsberg. 2016 stand sie für das Stück Bash-Stücke der letzten Tage am Landestheater Coburg in der Hauptrolle „Sue“ auf der Bühne. 2019 wurde Lehrer für ihre Darstellung der „Eva“ in Endzeit am Max Ophüls Festival als beste Nachwuchsschauspielerin nominiert. Endzeit feierte Weltpremiere an den Internationalen Filmfestspielen in Toronto. Deutschlandpremiere feierte der Film am Max Ophüls Festival.
Sie wohnt in Berlin.

## Filmografie
- 2008–2016: Aktenzeichen XY … ungelöst (Fernsehreihe, verschiedene Rollen)
- 2010–2011: dasbloghaus.tv (Fernsehserie, 5 Folgen)
- 2011: Facebook-Molotov (Kurzfilm)
- 2011–2018: In aller Freundschaft (Fernsehserie, 13 Folgen)
- 2012: Die Geschichte Mitteldeutschlands (Fernsehserie, 1 Folge)
- 2013: Vertrau mir (Kurzfilm)
- 2014–2015: Unter uns (Fernsehserie, 221 Folgen)
- 2014: Probezeit (Kurzfilm)
- 2014: Nachtschattengewächse (Kurzfilm)
- 2015: SOKO Wismar (Fernsehserie, 1 Folge)
- 2015: Der Kriminalist (Fernsehserie, 1 Folge)
- 2016: Sag mir nichts
- 2016: Die Spezialisten – Im Namen der Opfer (Fernsehserie, 1 Folge)
- 2016: Zwei verlorene Schafe
- 2016: Resolut (Kurzfilm)
- 2017: Wald
- 2018: Endzeit
- 2020: Mein Altweibersommer
- 2020: SOKO München (Fernsehserie, Folge: Das dritte Auge)
- 2021: Marie fängt Feuer (Fernsehserie, 1 Folge)
- 2022: Von Schrauben und Vögeln (Kurzfilm)
- 2023: Spreewaldkrimi: Die siebte Person (Fernsehreihe, 1 Folge)
- seit 2024: Die Spreewaldklinik (Fernsehserie)